# Crni vrh (planina u BiH, Prozor-Rama)
Crni vrh je planina u Bosni i Hercegovini, u Rami.

## Zemljopisni položaj
Nalazi se sjeveroistočno od Rame-Prozora i jugoistočno od Uskoplja. Planina se pruža u smjeru sjever-sjeverozapad - jug-jugoistok. Sa sjeveroistoka ograničava ju rječica Tušćica koja se u Voljevcu ulijeva u Vrbas koji je dalje granica planine, a sa sjeverozapada rječica Tišća koja se kod Mačkovca ulijeva u Vrbas. Na Crni vrh i Dila prema istoku nadovezuju se Zgon, Bukva, Kik i dr.

## Planinarske staze
Crni vrh bio je bojište i velika je mogućnost nailaska na minsko-eksplozivna i ubojita sredstva, zbog čega se neupućenima ne preporučuje ići bez vodiča! Na položaju Crni vrh bilo je zapovijeđeno uspostaviti spoj s Lašvanskom bojnom, a na položajima Dila i Zgon bilo je zapovijeđeno uređivanje položaja.
Vrh je danas dostupan stazom koju su markirali članovi HPD Rama sredinom 2010ih. Trasa planinarske staze je od Gmića, preko Kozjih stijena i Slimena. Crni vrh dostupan je i putem koji vodi s Makljena.

## Karakteristike
Najviši vrh je na 1392 metra. Planina je u gornjem toku rijeke Vrbasa. Bogata je prirodnim bogatstvima, čiji su veliki uništili mještani nekontroliranom eksploatacijom. Na brdu Slimenu je zanimljivo vrelo Stup, koje izvire iz samog "srca" jednog stabla. Krećući se dalje prema Goloj stijeni, dolazi se do granice koja dijeli Bosnu od Hercegovine.
Stručni izvori nisu jednoznačni o karakteristikama. Kao položajem planine definiraju isti prostor, no pojedinosti se razlikuju. Na primjer najviši vrh smatraju Dila (1134 m) koja su upravna ramske i uskopaljske općine i Hercegovačko-neretvanske i Srednjobosanske županije. Zapadno od Dila vidi se uskopaljska dolina i Bugojno, a sjeverno je Vranica. Zbog konfiguracije terena i brojnih izvora vode, pripada najpitomijim ramskim planinama.

## Vode
Crni vrh je razdjelnica između jadranskog i crnomorskog sliva. Brojni su izvori vode.

## Gospodarstvo
Sve do nedavno na Crnom vrhu se uzgajala stoka i brojne poljoprivredne kulture.

## Znamenitosti
U naselju Voljevcu je spomen-česma. Na samom Crnom Vrhu je spomen-ploča posvećena Bedrudinu Milanoviću, poginulom bošnjačkom zapovjedniku bataljona Privor. U sjećanje na prvog zapovjednika Bedrudina Milanovića i sve muslimanske branitelje Privora iz rata 1992. – 1995. organizira se tradicionalni pohod na Crni Vrh, u sklopu manifestacije Dani otpora-Dani slobode Privor.